# Kontrolní výbor Poslanecké sněmovny Parlamentu České republiky
Kontrolní výbor Poslanecké sněmovny Parlamentu ČR je jedním z výborů, které je Poslanecká sněmovna povinna zřídit na začátku každého volebního období.

## Předsedové výboru v historii

### Seznam předsedů
| Předseda         | Strana | Strana | Doba vykonávání úřadu | Foto |
| ---------------- | ------ | ------ | --------------------- | ---- |
| Vladimír Koníček |        | KSČM   | 2006–2010             |      |
| Vojtěch Filip    |        | KSČM   | 2010–2013             |      |
| Vladimír Koníček |        | KSČM   | 2013–2017             |      |
| Roman Kubíček    |        | ANO    | 2017–2021             |      |
| Radovan Vích     |        | SPD    | 2021–dosud            |      |

## Kontrolní výbor (24.11.2017 – 21.10.2021)

### Předseda výboru
- Ing. Roman Kubíček, Ph.D.

### Místopředsedové výboru
- Ing. Lukáš Černohorský
- RNDr. Vladimír Koníček
- Ing. Vojtěch Munzar
- Ivana Nevludová

## Kontrolní výbor (27.11.2013 – 26.10.2017)

### Předseda výboru
- RNDr. Vladimír Koníček

### Místopředsedové výboru
- MUDr. Jitka Chalánková
- Jana Lorencová
- JUDr. Štěpán Stupčuk
- MUDr. Jiří Štětina

## Kontrolní výbor (24.06.2010 – 28.08.2013)

### Předseda výboru
- JUDr. Vojtěch Filip

### Místopředsedové výboru
- MVDr. Pavel Bohatec
- Mgr. Zdeňka Horníková
- Ing. Hana Orgoníková
- Bc. Jaroslava Schejbalová
- Mgr. Jaroslav Škárka
- MUDr. Jiří Štětina

## Kontrolní výbor (12.09.2006 – 03.06.2010)

### Předseda výboru
- RNDr. Vladimír Koníček

### Místopředsedové výboru
- Ing. Jaroslav Fiala, CSc.
- Ing. Libor Ježek
- Ing. Daniel Reisiegel
- Ladislav Šustr
- Jindřich Valouch